# Grand Prix de Denain 2005
Il Grand Prix de Denain 2005, quarantasettesima edizione della corsa e valida come evento dell'UCI Europe Tour 2005 categoria 1.1, si svolse il 14 aprile 2005 su un percorso totale di circa 199 km. Fu vinto dal francese Jimmy Casper che terminò la gara in 4h29'27", alla media di 44,312  km/h.
All'arrivo 106 ciclisti portarono a termine il percorso.

## Ordine d'arrivo (Top 10)
| Pos. | Corridore         | Squadra       | Tempo    |
| ---- | ----------------- | ------------- | -------- |
| 1    | Jimmy Casper      | Cofidis       | 4h29'27" |
| 2    | Mark Renshaw      | F. des Jeux   | s.t.     |
| 3    | Lloyd Mondory     | AG2R Prév.    | s.t.     |
| 4    | Roman Luhovyy     | RAGT          | s.t.     |
| 5    | Stefan Adamsson   | Barloworld    | s.t.     |
| 6    | Jurij Krivcov     | AG2R Prév.    | s.t.     |
| 7    | Saïd Haddou       | Auber 93      | s.t.     |
| 8    | Jaroslaw Zarebski | Intel-Action  | s.t.     |
| 9    | William Bonnet    | Auber 93      | s.t.     |
| 10   | Remco Van Der Ven | Rabobank Con. | s.t.     |